# St. Francisville, Illinois
St. Francisville là một thành phố thuộc quận Lawrence, tiểu bang Illinois, Hoa Kỳ. Năm 2010, dân số của thành phố này là 697 người.

## Dân số
Dân số qua các năm:
- Năm 2000: 759 người.
- Năm 2010: 697 người.